# Cmentarz wojenny nr 70 – Rychwałd
Cmentarz wojenny nr 70 – Rychwałd – cmentarz z I wojny światowej, znajdujący się we wsi Owczary w powiecie gorlickim, w gminie Sękowa, zaprojektowany przez Hansa Mayra. Jeden z ponad 400 zachodniogalicyjskich cmentarzy wojennych zbudowanych przez Oddział Grobów Wojennych C. i K. Komendantury Wojskowej w Krakowie.

## Opis
Cmentarz wojenny znajduje się w pobliżu dawnego cmentarza łemkowskiego, około 300 m od cerkwi Opieki Matki Bożej. Obiekt ma kształt prostokąta o powierzchni około 365 m². Otoczony jest z trzech stron ogrodzeniem z betonowych słupków i drewnianych płotków. Z czwartej strony ogrodzenie jest jednolitym kamiennym murem wyższym w części centralnej. Był na nim umieszczony krzyż drewniany, który po remoncie w 1994 roku znalazł się w obrębie cmentarza. Na terenie cmentarza znajduje się kilka nagrobków kamiennych w postaci steli. Jedną z nich jest nagrobek poległego 16 marca 1915 Sterna Pinkasa, żołnierza z 21 IR pochodzenia żydowskiego. Jest to pewien ewenement, gdyż żołnierze wyznania mojżeszowego zazwyczaj byli chowani na najbliższych kirkutach.
Na cmentarzu jest pochowanych 87 żołnierzy w 13 grobach zbiorowych oraz 40 pojedynczych poległych w grudniu 1914 oraz marcu 1915:
- 80 żołnierzy austro-węgierskich (Austriaków, Czechów, Żydów m.in. z 18 Pułku Piechoty, 21 Pułku Piechoty, 36 Pułku Piechoty, 37 Pułku Piechoty, 98 Pułku Piechoty, 100 Pułku Piechoty Austro-Węgier;
- 7 żołnierzy rosyjskich m. in z 36 Orłowskiego Pułku Piechoty.

Według miejscowej tradycji pochowano tu Czechów rozstrzelanych za zdradę po próbie przejścia na stronę rosyjską.

## Galeria

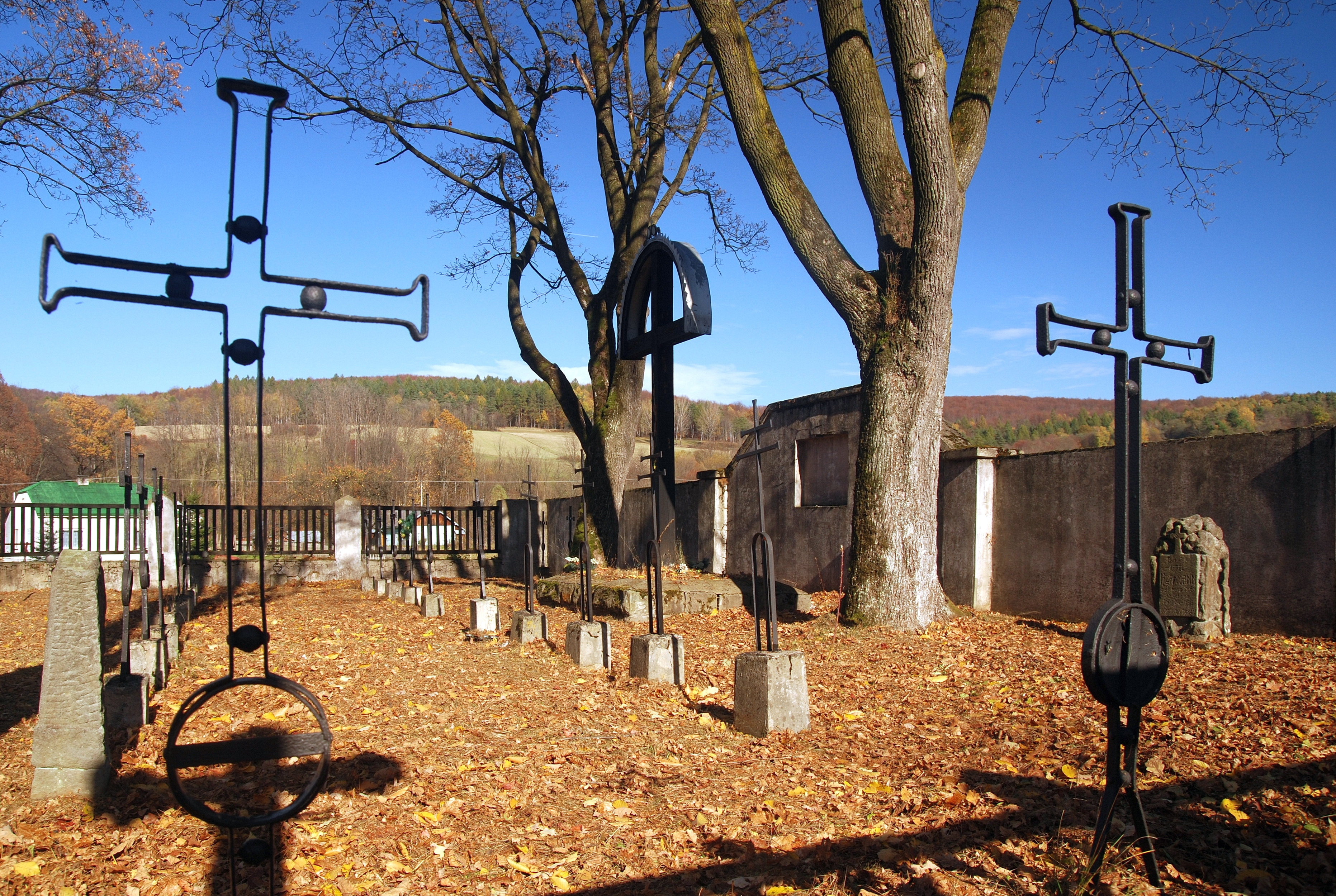
Fragment cmentarza
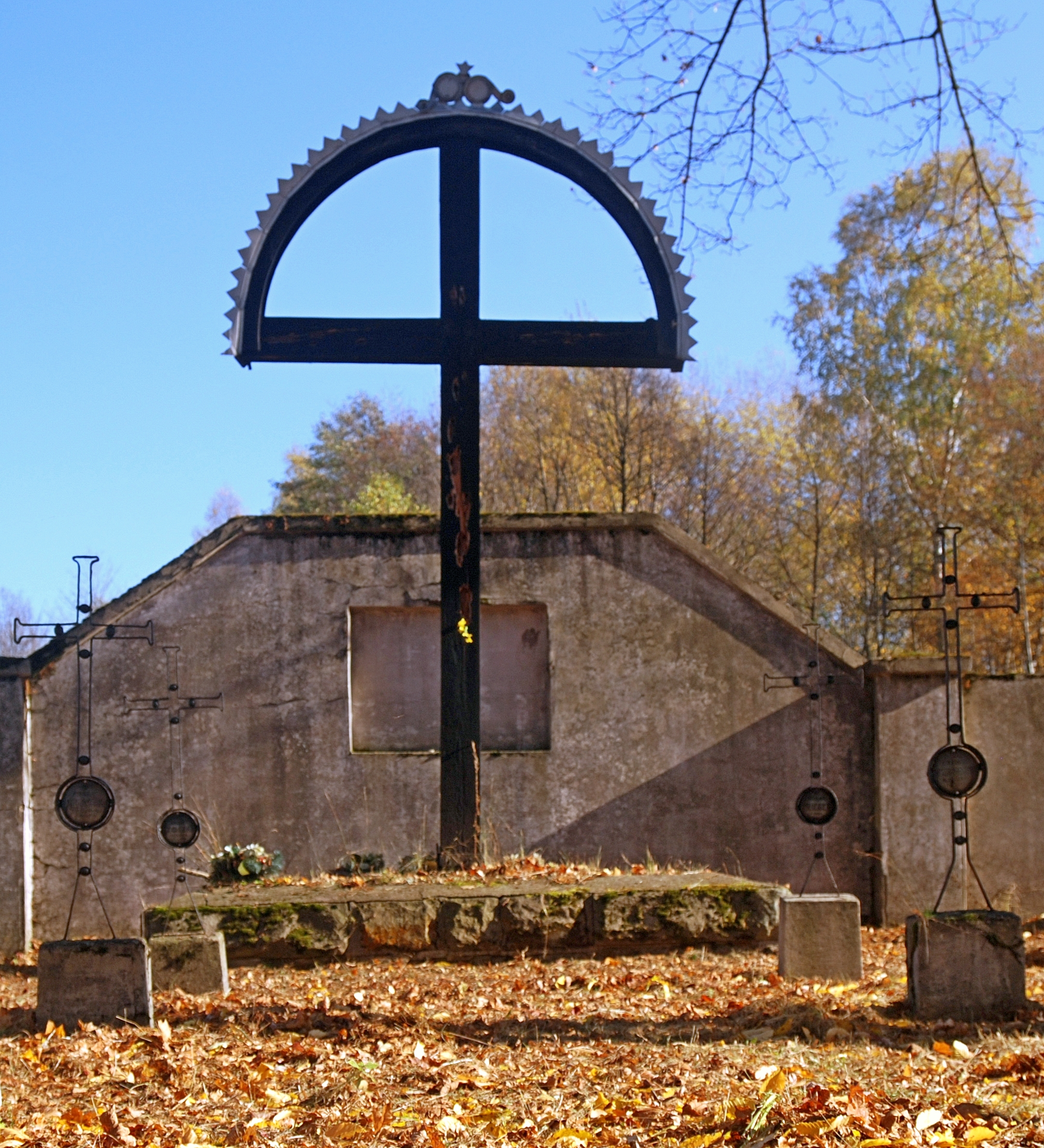
Widok na krzyż centralny Mayra
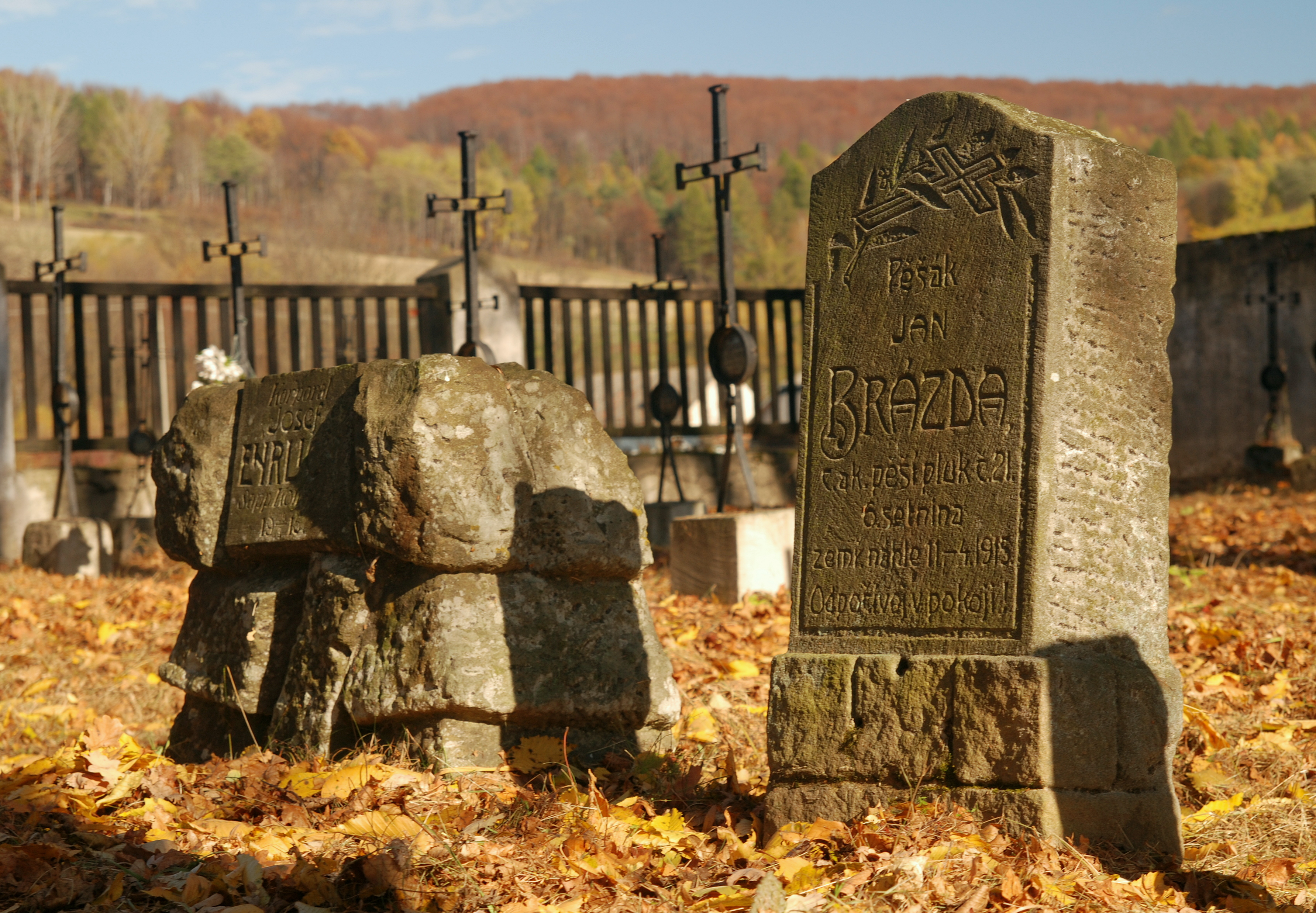
Fragment cmentarza
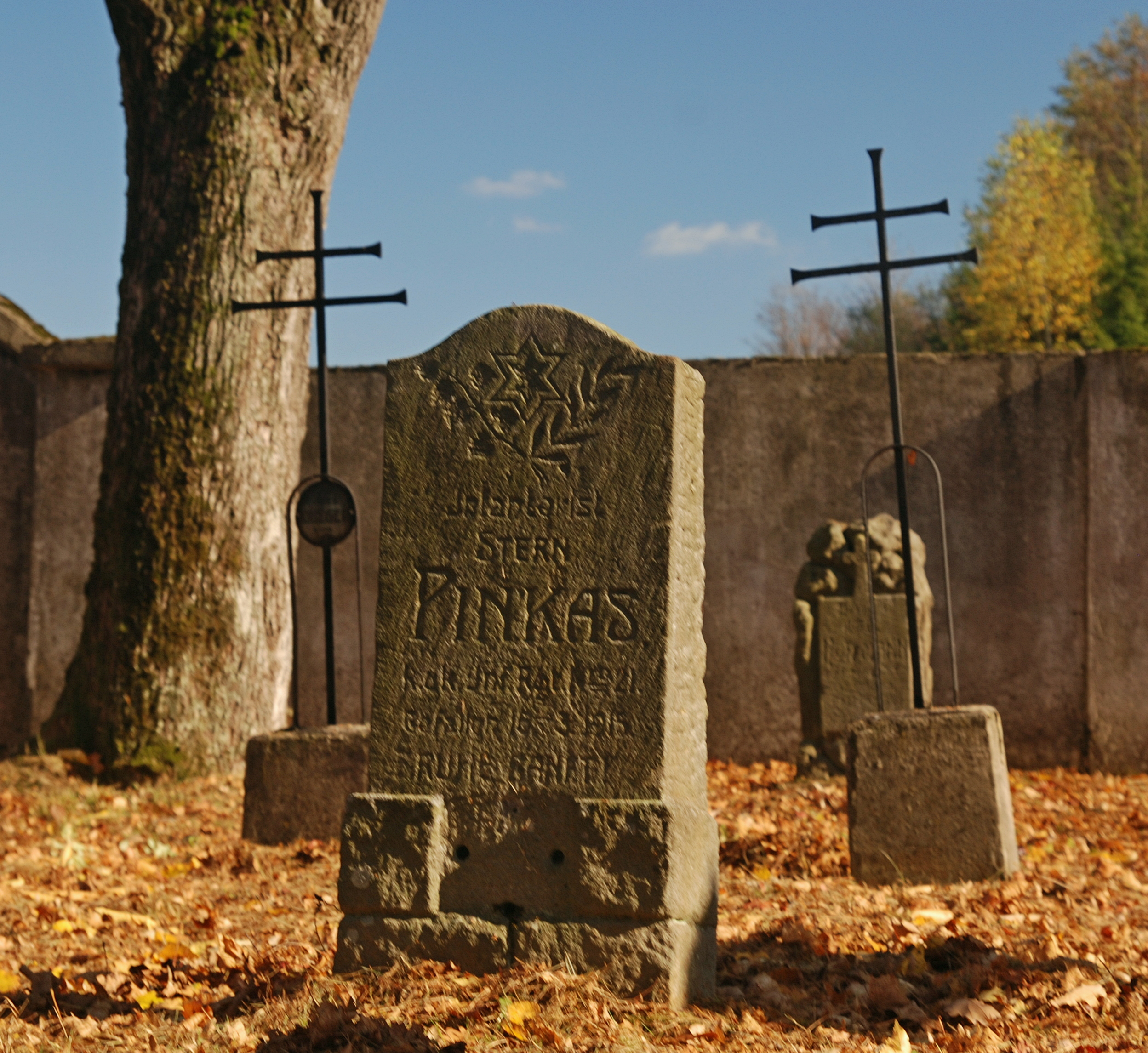
Nagrobek Sterna Pinkasa
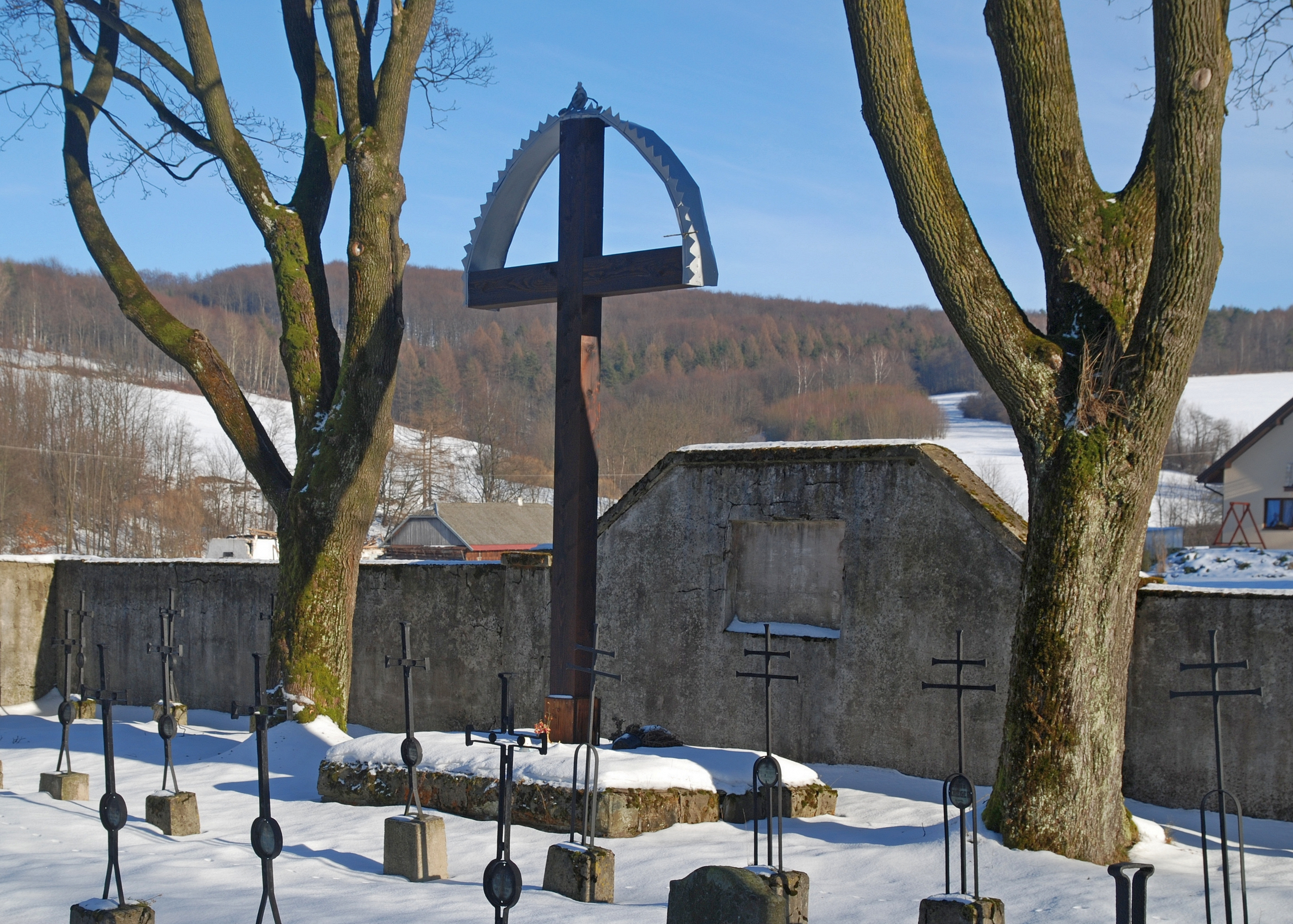
Krzyż centralny po remoncie
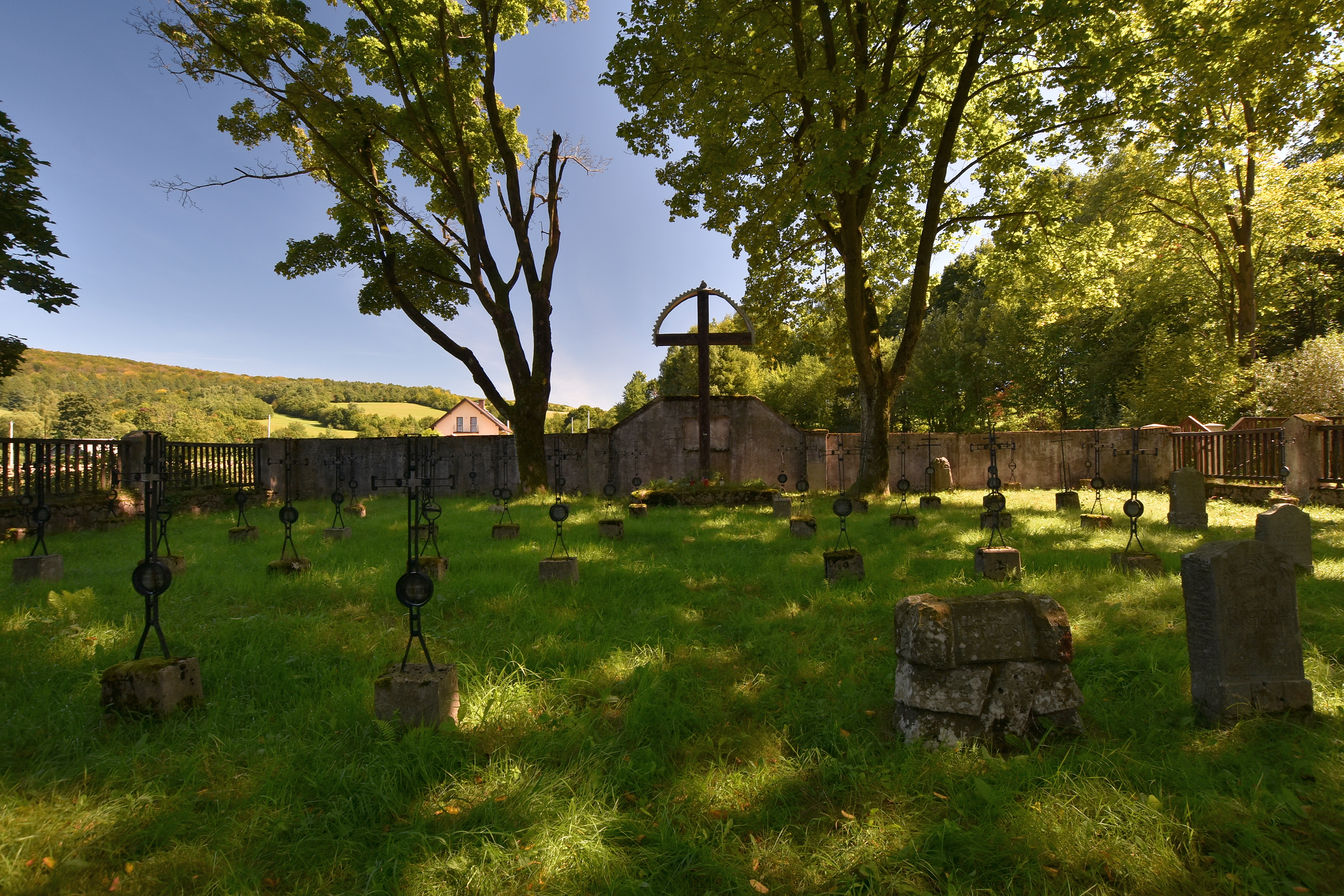
Cmentarz w 2021